# جيك لويد
جيك لويد (بالإنجليزية: Jake Lloyd)‏ هو لاعب كرة قدم أسترالية أسترالي، ولد في 20 سبتمبر 1993 في فيكتوريا في أستراليا.

## وصلات خارجية
- جيك لويد على موقع AustralianFootball.com (الإنجليزية)
- جيك لويد على موقع AFLtables.com (الإنجليزية)